# Интрамурални хематом плућне артерије
Интрамурални хематом плућне артерије  односи се на крварење унутар зида плућних артерија. Може се јавити самостално након повреде грудне (торакалне) аорте или као компликација акутне дисекције аорте, на пример у окружењу где је захваћен задњи зид корена грудне аорте.

## Епидемиологија
До сада се интрамурални хематом плућних артерија сматрао ретком болешћу и није често описиван. Међутим, изгледа да се он данас јавља код 9-16% пацијената са Станфорд типом А акутне дисекције аорте.

## Етиологија
Интрамурални хематом плућне артерије који може настати услед екстравазације крви у заједничку аортопулмонарну адвентицију,  снажно је повезан са следећим стањима:
- повреда грудне аорте
- акутни аортни синдром
- акутна дисекција аорте (обично Станфорд тип А који утичу на узлазни део и чине 74% свих случајева,[1][2][3] мада је описана и код Станфорд типа Б 4 дисекције аорте)
- интрамурални хематом аорте
- алвеоларно крварење
- хемоперикардијум
- медијастинално крварење
- стеноза плућне артерије

## Патологија
Интрамурални хематом плућне артерије карактерише крварење унутар зида главне плућне артерије и/или леве и десне плућне артерије. Како лућне артерије и аорта деле заједничку адвенцију која представља могући пут за екстравазацију крви код интрамуралног хематома плућне артерије, оне је последица:
- Акутне аортне дисекције узлазне аорте у којој је захваћен задњи зид аорте.
- Трауматске повреде грудне аорте.

## Клиничка слика
Симптоми и знаци акутног аортног синдрома и укључују:
- изненадни почетак бола у грудима,
- диспнеју,
- хипертензију.[2]

## Дијагноза
Дијагноза интрамуралног хематома плућних артерија обично се поставља типичним радиолошким карактеристикама на ЦТ.

### Радиографске карактеристике
Ехокардиографија
На ехокардиографији интрамурални хематом плућне артерије може се приказати као проширење плућних артерија са или без проширења десних срчаних комора.
Компјутеризована томографија (ЦТ)
На ЦТ у плућној артерији интрамурални хематом може да се прикаже као полумесечасто или циркумференцијално велико слабљење које се шири дуж тока плућних артерија и са тупим углом према зидовима плућне артерије.
Може бити повезано са централно лоцираним периваскуларним замућењима попуд млечног стакла на плућном прозору што указује на алвеоларно крварење.

## Диференцијална дијагноза
Диференцијална дијагноза интрамуралног хематома плућне артерије укључује:
- медијастинално крварење
- перикардни излив
- плућну емболију

## Терапија и прогноза
Пошто је интрамурални хематом плућне артерије снажно повезан са Станфорд типом А, лечење пацијената са дисекцијом аорте у овом окружењу ће вероватно бити на истом, хируршко.
До сада није утврђен клинички значај прогнозе и дугорочних последица интрамуралног хематома плућне артерије.

## Компликације
Интрамурални хематом плућне артерије може довести до следећих компликација:
- алвеоларног крварења,
- опструкција плућне артерије.